# قصف مدينة الجزائر (1784)
حدث القصف الثاني للجزائر في الفترة ما بين 12 و21 يوليو 1784. قصف أسطول إسباني نابلي مالطي برتغالي مشترك بقيادة الأميرال الإسباني المتمرس أنطونيو بارسيلو مدينة الجزائر، التي كانت القاعدة الرئيسية للقراصنة البربر، بهدف إجبارهم على التوقف عن أنشطتهم. ألحق القصف أضرارًا جسيمةً وضحايا بين الجزائريين، في حين كانت الخسائر على متن الأسطول المتحالف قليلة. رفض داي الجزائر بدء المفاوضات على الفور لكن مخاوفه من حملة ثالثة مخطط لها بقيادة خوسيه دي مازاريدو أقنعته بالتفاوض على سلام مع الإسبان أُجبر من خلاله على وقف القرصنة على نطاق واسع، وهو الحدث الذي يشير إلى نهاية حقيقية لقرصنة البربر إلى حين اندلاع الحروب النابليونية.

## خلفية تاريخية
في أغسطس 1783، وعقابًا على أعمال القرصنة التي قامت بها المدينة، قصف أسطول إسباني بمشاركة مالطية بقيادة أنطونيو بارسيلو مدينة الجزائر مدة 8 أيام. نشر نجاح الهجوم، الذي تحقق بكلفة أقل من 50 ضحية، الفرح في إسبانيا وشجع وصاية طرابلس على عقد السلام مع إسبانيا. على الرغم من الأضرار الجسيمة التي لحقت بهم، فإن الجزائريين لم يستسلموا. استولى خمسة من القراصنة الجزائريين على سفينتين تجاريتين إسبانيتين بالقرب من بالاموس في سبتمبر 1783 في نوع من الإشارة إلى التحدي. عُززت دفاعات المدينة بحصن جديد فيه 50 مدفعًا، وجُنّد 4000 جندي تركي متطوع في الأناضول، وعُيّن مستشارين أوروبيين للمساعدة في بناء التحصينات والمدافع. بالإضافة إلى ذلك، جُهّزت 70 سفينة على الأقل لصدّ الإسبان، وقدم الداي مكافأة قيمتها ألف قطعة ذهبية لأي شخص يستولي على سفينة من الأسطول المهاجم.
في هذه الأثناء، في كارتاخينا، أنهى بارسيلو الاستعدادات لحملة جديدة. تألف أسطوله من أربع سفن خطية تحتوي كل منها 80 مدفعًا، وأربع فرقاطات، و12 سفينة ذات ثلاثة صواري، و3 سفن شراعية بصاريين، و9 سفن صغيرة، وقوة هجومية من 24 زورق مدفعية مزود بأسلحة نارية زنة 24 رطلًا، و8 أسلحة نارية أخرى زنة 8 أرطال، و7 مدافع خفيفة على متن السفن الجزائرية، و24 منها مسلحة بقذائف الهاون، و8 سفن مزودة بمدافع زنة 8 أرطال. مُوّلت الحملة من قِبل البابا بيوس السادس وبدعم من بحرية مملكة الصقليتين، التي وفرت سفينتين خطيتين وثلاث فرقاطات وسفينتين شراعيتين بصاريين وسفينتين ذات ثلاثة صواري بقيادة أميرال بولونيا، ومن قِبل نظام فرسان مالطا، الذي قدم سفينة خطية، وفرقاطتان وخمسة قادسات، ومن قِبل البرتغال، التي وفرت سفينتين خطيتين وفرقاطتان بقيادة الأميرال راميريس إسكويفيل. انضمت هذه السفن إلى الأسطول المتحالف في وقت لاحق ووصلت في منتصف القصف.

## القصف
في 28 يونيو، بعد أن عهد نفسه إلى السيدة العذراء، أبحر أسطول الحلفاء من كارتاخينا، ووصل قبالة الجزائر في 10 يوليو. بعد يومين في الساعة 8:30 صباحًا، بدأ القصف بعد أن فتحت السفن الإسبانية النار. استمر القصف حتى الساعة 4:20 مساءً، أُطلق خلالها 600 قنبلة و1440 كرة مدفعية و260 قذيفة فوق المدينة، مقابل 202 قنبلة و1164 قذيفة مدفعية أطلقها الجزائريون. لوحظت أضرار جسيمة حلّت بالمدينة وتحصيناتها ونشب حريق كبير. صُدّ هجوم لسفن خفيفة من الأسطول الجزائري، يتكون من 67 سفينة، دُمرت أربعة منها. كانت خسائر الحلفاء ضئيلة، وبلغت: 6 قتلى و9 جرحى، معظمهم بسبب حوادث مع فتيل القنابل. وانفجر القارب الحربي رقم 27 الذي كان يقوده الملازم البحري النابلي خوسيه رودريغيز بطريق الخطأ ما أسفر عن مقتل 25 بحارًا.
في الأيام الثمانية التالية، شُنت سبع هجمات إضافية. وضع الجزائريون خطًا من قوارب الصندل المسلحة بالمدفعية التي حالت دون وصول قوارب الحلفاء الحربية إلى أهدافها. أصابت طلقة من تحصينات الجزائريين الفلوكة التي كان بارسيلو يوجه منها القصف، وأغرقتها. جاء خوسيه لورينزو دي جويكوتشيا لمساعدة الأميرال الذي أُنقذ دون أن يصاب بأذى. عن طريق الانتقال على الفور إلى قارب آخر، واصل بارسيلو قيادة الهجوم، ما قلل من أهمية الحادث الذي أصابه. وأخيرًا، في 21 يوليو، قُرر إنهاء الهجوم. أجبرت الرياح المعاكسة بارسيلو على إصدار أمر بالعودة إلى كارتاخينا. اُطلقت أكثر من 20 ألف قذيفة مدفعية وقنابل يدوية على العدو، ما تسبب في أضرار جسيمة في التحصينات وفي المدينة، وأُغرقت أو دُمرت معظم السفن الجزائرية. وكان عدد القتلى من الحلفاء 53 رجلًا وجرح 64، معظمهم بسبب الحوادث.